# کاسولا والسنو
کاسولا والسنو (به ایتالیایی: Casola Valsenio) یک کومونه در ایتالیا است که در استان راونا واقع شده‌است.

## خصوصیات
کاسولا والسنو ۸۴٫۴ کیلومترمربع مساحت و ۲٬۷۶۴ نفر جمعیت دارد و ۱۹۵ متر بالاتر از سطح دریا واقع شده‌است.

## خواهرخوانده
شهرهای Bartholomä و Nieul خواهرخوانده‌های کاسولا والسنو هستند.